# Lingo
Lingo was een Nederlands televisieprogramma van het programmaproductiebedrijf IDTV, dat werd uitgezonden door Net5 (eerder VARA, TROS/AVROTROS en SBS6). Lingo is een woordspel dat een combinatie is van Mastermind en Bingo. Twee teams van twee mensen gingen met elkaar de strijd aan. 
Het woordspelletjesprogramma was vanaf 1989 eerst wekelijks en later dagelijks te zien op een van de publieke netten. Op 2 oktober 2014 werd de laatste aflevering uitgezonden bij de AVROTROS. Op 26 augustus 2019 keerde het programma terug op SBS6 met Jan Versteegh als nieuwe presentator. Tussen augustus 2022 en juni 2023 was het programma te zien op Net5.

## Geschiedenis
Lingo is bedacht door de Amerikaan Ralph Andrews, die het spel in Canada en de Verenigde Staten liet uitzenden via syndicatie, maar het programma flopte. Producent Harry de Winter kocht de rechten en haalde het spel naar Nederland, waar het wel een succes werd.
Toen Robert ten Brink in 1989 begon met de presentatie van Lingo had hij reeds het Jeugdjournaal en Cijfers en Letters gepresenteerd. Hij werd uitgekozen omdat hij een geroutineerd presentator was.
De voorselecties gingen destijds als volgt: de redactie ging met flip-overs door het land om daar in gehuurde zalen Lingo te spelen met kandidaten die de woorden moesten opschrijven op de flip-overs, aangezien ze toen niet beschikten over een computer. Uit deze voorrondes werden de eerste kandidaten geselecteerd.
François Boulangé was 35 jaar toen hij in 1989 eindredacteur werd van het programma. Volgens hem werd het in Nederland veel beter bekeken, doordat Nederland een 'puzzelland' is en doordat er in Amerika strengere regels waren. Zo mochten de kandidaten niet zelf een bal graaien. In Nederland mocht dit altijd wel.
Na Robert ten Brink volgde eindredacteur François Boulangé hem op als presentator. Hij vond de presentatie van Lingo niet heel belangrijk en noemde zichzelf meer een superscheidsrechter dan een presentator. Hij keek er zelf nooit naar, omdat hij het programma al kende door de opnamen.

### Uitzendingen en presentatie
Het programma werd oorspronkelijk uitgezonden door de VARA. In 2000 werd Lingo overgenomen door de TROS en werden wijzigingen doorgevoerd. De tijdsduur van het programma werd verkort en de Postcode Loterij mocht voortaan haar uitslagen bekendmaken in de uitzendingen. Door beide wijzigingen werd de speelduur, en daarmee het aantal woorden dat gespeeld wordt, verminderd, waardoor de punten en dus het prijzengeld dat teams wonnen doorgaans lager uitviel. De presentatie was voortaan in handen van Nance en de jury (Michiel Eijsbouts) was vanaf 2002 als voice-over te horen. Ook werden vormgeving en spelregels (met name de finale, zie onder) vernieuwd.
Met de overstap van Nance van de TROS naar SBS in september 2005 kwam een nieuwe presentatrice: Lucille Werner, die eerder al Get The Picture presenteerde en Michiel Eijsbouts (de jury) werd vervangen door JP (Jan Peter Pellemans). Vanaf 2019 werd het programma door Jan Versteegh gepresenteerd, tot en met 12 maart 2021 bij SBS6 en vanaf 29 augustus 2022 bij Net5. Op 9 juni 2023 werd de laatste aflevering uitgezonden.

#### Presentatoren
- Robert ten Brink (1989-1992)
- François Boulangé (1992-2000)
- Nance (2000-2005)
- Lucille Werner (2005-2014)
- Jan Versteegh (2019-2023)

Daarnaast waren Gaston Starreveld namens de Nationale Postcode Loterij en Rick Brandsteder namens de Sponsor Bingo Loterij te zien bij het uitreiken van prijzen.

#### Jury en voice-over
Sinds de start van het programma is er elke uitzending een jury om te controleren of elk genoemd woord wel bestaat. Sinds 2002 is de jury tevens als "de stem van Lingo" en als voice-over van de beginleader te horen.
- Michiel Eijsbouts (2002-2005)
- Jan Peter Pellemans, steevast JP genoemd (2005-2014, 2019-2023)
- François Boulangé (in Lingo Bingo Show)

Er waren ook andere voice-overs te horen tijdens de beginleader en tijdens het bekendmaken van loterijuitslagen:
- Gaston Starreveld (beginleader en Postcode Lingo, 2000-2001)
- Wim van Putten (Postcode Lingo, 2001-2007)

### Einde bij publieke omroep, terugkeer bij commerciële zenders
In oktober 2006 lekte uit dat netcoördinator Ton F. van Dijk (Nederland 1) het spelprogramma Lingo in 2007 van de buis zou willen halen. Het spelletjesprogramma trok te veel oudere kijkers, terwijl de nieuwe indeling van de publieke omroep ook een jonger publiek aan moet trekken. Hierover ontstond enige commotie, waarbij zelfs toenmalig minister-president Jan Peter Balkenende werd verleid tot uitspraken hierover.
Commerciële omroep RTL 4 gaf aan het spelletje over te willen nemen, mocht het worden afgestoten door de Publieke Omroep. De TROS kwam op 17 oktober met de mededeling dat zij het spelletje toch gingen behouden, maar nog onderzochten hoe ze het eventueel konden aanpassen voor een breder publiek.
In de uitzending van 19 oktober 2006 gaf Werner te kennen dat de uitzendingen gewoon door zouden gaan bij de TROS. In dezelfde uitzending kwam Werner een weddenschap met Robert Jensen na. Deze weddenschap hield in dat zij op televisie zou verschijnen met een diep decolleté. In ruil daarvoor heeft Jensen samen met Jan Paparazzi meegedaan met Lingo. Zij kwamen niet in de finale.
Op 30 juli 2014 werd definitief duidelijk dat Lingo van de buis gehaald zou worden. Aanvankelijk leek het erop dat het programma zou worden voortgezet als zomereditie, maar later werd bekendgemaakt dat dit tijdslot zou worden opgevuld met een Nederlandse versie van de quiz Pointless.
Op 7 juni 2019 werd echter bekendgemaakt dat Lingo in het najaar van 2019 terug zou keren bij SBS6. Hier werd het uitgezonden sinds 26 augustus 2019. Op 12 maart 2021 was voorlopig de laatste aflevering van het programma te zien. Het programma keerde later terug bij Net5, dat net als SBS6 onderdeel is van Talpa Network. Hier werd het programma uiteindelijk geen succes en keerde het na de zomer van 2023 niet meer terug vanwege de lage kijkcijfers. Wel werden er vanaf 7 augustus 2023 om 18:00 uur nog herhalingen van Lingo uitgezonden als vervanging van het programma Lettrix dat oorspronkelijk op dit tijdstip werd uitgezonden, maar naar de nacht werd verplaatst omdat ook hiervan de kijkcijfers te laag waren.

## Spelverloop

### Beginnen
Tot 2000 werd Lingo bij de VARA uitgezonden en daar was de regel dat de nieuwe kandidaten altijd mochten beginnen. Kandidaten die sneuvelden in de finale mochten de volgende aflevering namelijk een nieuwe poging doen, tot maximaal drie pogingen. Als er geen oude kandidaten waren in een aflevering, werd er geloot.
Nadat de TROS het programma in 2000 overnam, mochten verliezend finalisten niet meer terugkomen. Toen werd er altijd geloot wie er mocht beginnen. Dit gebeurde door het opgooien van een muntje voor de opnamen.
Bij SBS6 mogen kandidaten na afloop van de finale zelf bepalen of ze terug willen komen. In dat geval beginnen net als bij de VARA de nieuwe kandidaten. Besluiten de kandidaten na de finale niet terug te komen of hebben de kandidaten de limiet van vijf afleveringen als deelname bereikt en mogen ze niet meer terugkomen, dan wordt er eveneens geloot d.m.v. het opgooien van een muntje voor de opnames. Vanaf augustus 2022 wordt er net als bij de TROS in elke aflevering geloot wie er mag beginnen omdat vanaf die datum kandidaten niet meer mogen terugkomen.

### Lingokaarten
Ieder team kreeg van 1989 tot 2014 aan het begin van het spel een Lingokaart met 25 even of oneven getallen waarvan er 8 werden weggestreept. Deze getallen varieerden van nummer 1 tot en met 70. Het ene team kreeg hierbij een kaart met oneven getallen en het andere team een kaart met even getallen. Het was de bedoeling om een rij van 5 getallen (horizontaal, verticaal of diagonaal) weg te strepen. Indien dit lukte was Lingo behaald - in de cirkels verscheen dan het woord LINGO. In het oorspronkelijke spel wisselde de beurt niet en kregen beide teams een nieuwe kaart nadat Lingo was gehaald. Later werd deze regel afgeschaft en kreeg enkel het team dat Lingo haalde een nieuwe kaart, en wisselde de beurt. Sinds 2019 werden er geen Lingokaarten meer uitgedeeld aan het begin van het spel.

### Het raden van woorden
Oorspronkelijk werd het spel met woorden van vijf letters gespeeld en op zaterdag met woorden van zes letters. Vanaf 2002 werd het met woorden van zes letters gespeeld. In 2006 werd het spel met woorden van zeven letters geïntroduceerd. Vanaf 6 februari 2012 kregen de kandidaten zowel woorden van vijf, zes, zeven als acht letters (vanaf februari 2014 alleen vijf, zes en zeven letters) voorgeschoteld; tevens werd toen het decor aangepast. Vanaf 2019 wordt een soortgelijk decor gebruikt als in 2014.
Het team dat aan de beurt is krijgt vijf pogingen om een woord te raden, waarvan de beginletter gegeven is. De spelers krijgen hiervoor acht seconden bedenktijd om een woord te noemen en te spellen. Het is niet verplicht om eerst een woord te noemen en het mag ook een ander woord zijn dan wordt gespeld (wat je spelt, dat telt). Een speler mag een (fout) gespeld woord verbeteren als dat in één adem gebeurt. De lange Ĳ telt als één letter. Het team mag niet overleggen.  Bij elke poging wordt aangegeven welke letters op de juiste plaats staan (rood vakje) en welke letters in het woord zitten maar op een verkeerde plaats (gele cirkel). Bij ongeldige woorden, overschrijding van de bedenktijd of als een team toch overlegt mag het andere team deze poging spelen met een bonusletter (een extra letter die op de juiste plaats wordt gezet vanaf links). Hierbij mag het team ook niet overleggen. Indien slechts één letter van het te raden woord ontbreekt kan het team geen bonusletter krijgen.
Ongeldige woorden zijn:
- Woorden die niet bestaan
- Woorden die niet zelfstandig kunnen worden gebruikt
- Woorden die met een hoofdletter beginnen, zoals eigennamen
- Woorden die zijn samengesteld
- Woorden met een apostrof
- Woorden die al eerder zijn ingevoerd in dezelfde beurt
- Woorden met een verkeerde beginletter. (Van 2002-2006 bij laatste woord verkeerde eindletter.)
- Woorden die niet uit het gegeven aantal letters bestaan
- Woorden die verkeerd gespeld zijn, tenzij de foute spelling een ander bestaand woord oplevert
- Van 1989 t/m 2014 werd ook het woord "LINGO" afgekeurd, maar vanaf 2019 mag dit woord wel.

Vervoegde werkwoordsvormen (loopt, rende, gehad, prate) en verbogen bijvoeglijke naamwoorden (leuke, moois) mogen wel worden gespeld, maar vormen nooit de oplossing. Dit geldt tevens voor schuttingtaal.
Als het woord na vijf pogingen niet is geraden, volgt een beurtwissel en mag het andere team een zesde poging wagen met een bonusletter. In de zesde beurt mag het team overleggen. Als deze poging ook mislukt, is het woord niet geraden en wordt de oplossing gegeven. Er mogen dan geen ballen gepakt worden, maar de tegenstander blijft wel aan de beurt met een nieuw woord.
In 2008 werd een nieuwe regel toegevoegd: het "kraken". Als het team dat niet aan de beurt is het woord zeker wist, kon het op een knop drukken en het juiste woord proberen te raden. Het team kreeg slechts één kans. Als het woord correct was geraden, werd de score verdubbeld en behielden ze de beurt; als het mislukte, werd de score gehalveerd en ging de beurt opnieuw naar het andere team.
Bij het laatste woord mocht het team (van 2002 t/m 2023) overleggen. Tussen 2002 en 2006 werd dit woord met de eindletter gespeeld in plaats van de beginletter. Tussen 2012 en 2014 werd dit woord met acht letters gespeeld. In 2014 werd het achtletterwoord geschrapt en werd het laatste woord met zeven letters gespeeld. Ook van 2019 t/m 2023 werd het laatste woord met zeven letters gespeeld. Het team kreeg telkens één kans om het woord te raden. Als het woord niet correct was geraden ging de beurt naar het andere team. De beurt wisselde totdat een team het woord raadde.

### 1989 t/m 2014

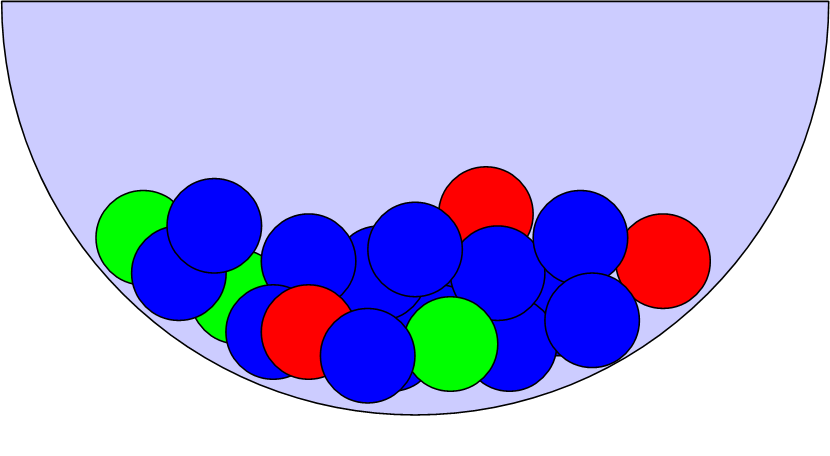
Ballenbak als er nog geen ballen uit zijn getrokken: achttien blauwe ballen (waaronder één vraagteken), drie rode ballen en drie groene ballen.

Als een team een woord raadde kreeg dat team extra punten en mocht elke speler één bal trekken. De getrokken nummers werden weggestreept van de kaart. Als een speler het vraagteken trok, mocht deze zelf een getal op de kaart kiezen dat werd weggestreept. De bal met dat getal werd hierdoor ongeldig bij trekking. Bij het trekken van een rode bal ging de beurt naar het andere team. In 1990 werden de groene ballen geïntroduceerd. Wanneer een speler een groene bal trok, mocht deze nog een bal trekken. Getrokken ballen werden in een gat gestopt, met uitzondering van de groene ballen: deze werden vooraan op de desk geplaatst. Bij drie groene ballen won het team de jackpot. In de beginperiode van de TROS-versie stonden er ook nummers op de groene ballen, deze konden bij trekking door spelers van de Postcode Lotterij thuis worden weggestreept.
Het behalen van Lingo leverde 100 euro op. Na elke Lingo bevatte de ballenbak weer drie rode ballen. De groene ballen werden niet teruggelegd als er Lingo gehaald wordt. Alleen direct nadat de jackpot was behaald, werden de groene ballen teruggestopt. De nummers op de groene ballen vormden samen met twee letters tevens de postcode waarop de Postcode Dagprijs van € 50.000,- was gevallen. Om die reden werden er als weinig of geen groene ballen waren getrokken voor de finale uit een bak met genummerde groene ballen extra getallen getrokken om de postcode te voltooien.

### Van 2019 t/m 2023
Van 2019 t/m 2023 werden de Lingokaarten vervangen door het puzzelwoord, een woord van 11, 12 of 13 letters. Op de blauwe ballen in de ballenbak stonden letters in plaats van getallen. Het team dat een woord raadde mocht twee ballen pakken. De letters die getrokken werden, werden op de juiste plaats in het puzzelwoord geplaatst. Als een team het puzzelwoord dacht te weten mocht het team dit zeggen. Het raden van het puzzelwoord leverde 100 euro extra op. Beide teams kregen hierbij verschillende puzzelwoorden. Na het raden van het puzzelwoord wisselde de beurt. Het volgende te raden woord was steeds één letter langer. Als een team een verkeerd antwoord gaf, kreeg het team geen punten en ging de beurt eveneens naar het andere team. Ook als er een rode bal werd getrokken ging de beurt naar het andere team. Het puzzelwoord mocht niet meer worden geraden als een rode bal werd getrokken, ook al wist het team welk woord er moest staan. Na het raden van een puzzelwoord verschenen twee nieuwe rode ballen in de ballenbak. Als een puzzelwoord voor de finale niet werd geraden of als in de laatste beurt voor de finale een rode bal wordt getrokken, werd hiervan de oplossing getoond.
Bij het trekken van een groene bal mocht nog een bal worden gepakt.

### Jackpot
De jackpot werd geïntroduceerd in 1990. Deze kon gewonnen worden als een team in één uitzending drie groene ballen trok. De jackpot wordt gevuld per geraden woord:
- Bij de VARA ging per geraden woord 50 gulden in de jackpot. Het geld uit de jackpot werd meegenomen naar de volgende aflevering. De jackpot begon pas weer op 0 zodra deze werd gewonnen.

De jackpot kon dus flink oplopen.
Er kwam per aflevering dat de jackpot niet gewonnen werd +/− 500 gulden bij. De jackpot is een keer opgelopen tot bijna 40000 gulden voor hij werd gewonnen. Ook waren er periodes dat de jackpot er bijna iedere aflevering uitging.
- Bij de TROS stond de jackpot aan het begin van iedere aflevering op nul en leverde elk goed gespeeld woord 100 euro op (in beginperiode 500 gulden). Ook als de jackpot werd gewonnen, begon deze weer bij nul.
- Bij SBS6 is er geen jackpot meer. Er zijn dan in totaal vier groene ballen, twee per team. Als deze alle vier getrokken worden, wint iedereen in het publiek € 50,-. Voor elke getrokken groene bal verdient een team € 10,-.

### Woorden van tien letters
In 2002 werd het tienletterwoord geïntroduceerd. Oorspronkelijk werd het gespeeld na het trekken van de ballen. Drie letters werden al ingevuld. Het team dat het woord wist moest zo snel mogelijk op een knop drukken en het woord correct raden. Als een team het woord niet raadde mocht het andere team een poging wagen. Als het woord niet werd geraden werd het meegenomen naar de volgende ronde met een bonusletter. Het team dat het woord raadde won 100 euro. Indien het woord voor de finale niet werd geraden, werd de oplossing gegeven of konden de kijkers via sms een poging doen om het woord te raden voor een geldprijs. In het laatste geval kregen de kijkers als het woord wel werd geraden voor de finale een nieuw woord van tien letters dat ze moesten raden.
Vanaf 2006 werd het tienletterwoord gespeeld met alle letters tegelijk, gehusseld. Elke keer dat het woord werd gespeeld versprongen een aantal letters naar de juiste plaats. In 2007 werd vervolgens ingevoerd dat de letters langzaam tijdens het spelen van het woord verschoven.
Van 2012 t/m 2014 werden vier woorden van tien letters per aflevering gespeeld. De letters van het woord stonden door elkaar, waarvan er drie correct stonden. Het raden van het woord leverde vanaf toen 70 euro op. Naarmate de tijd vorderde stonden meer letters op de juiste plaats en verminderde het te winnen bedrag met 10 euro per letter. De tienletterwoorden vielen per aflevering binnen een bepaald thema. Dit thema werd telkens bij het eerste tienletterwoord meegedeeld.

### Gelijkspel
Voor de komst van de Nationale Postcodeloterij kwam het soms voor dat voor de finale de beide teams evenveel punten hadden. Dan werd een tiebreak gespeeld. Bij dit extra woord ging na elke poging de beurt over naar het andere team. Het team dat het woord raadde mocht naar de finale. Het raden ervan leverde geen punten op en het team mocht geen ballen pakken.
Vanaf 2002 verdween de tiebreak en werd dit systeem toegepast op het laatste woord.
Toen het systeem van woorden van tien letters werd omgezet naar een aantal punten dat afneemt, werd de gelijkspelregel weer ingevoerd. Bij een gelijkspel na het laatste tienletterwoord werd een extra tienletterwoord gespeeld. Het team dat dit tienletterwoord raadde, ging toen naar de finale. Van 2019 t/m 2023 keerde echter de tiebreak terug. Bij een gelijke stand na het laatste woord, werd een tweede woord van zeven letters gespeeld op dezelfde manier als het laatste woord. Wie dit woord correct raadde, ging dan naar de finale.  Het raden van dit woord leverde vanaf dat moment ook € 50,- extra op. Er werden ook nu geen ballen gepakt na het raden van het woord.

### Finale
Het team dat na alle spelronden de hoogste score had, ging door naar de finale. Het andere team kreeg, naast het gewonnen geldbedrag, een troostprijs, tot 2014 een Lingo-tas (op zaterdagavond Lingo-paraplu's) en vanaf 2019 Lingo-sokken.

#### De eerdere finales

##### Doordeweeks (1989-2001)

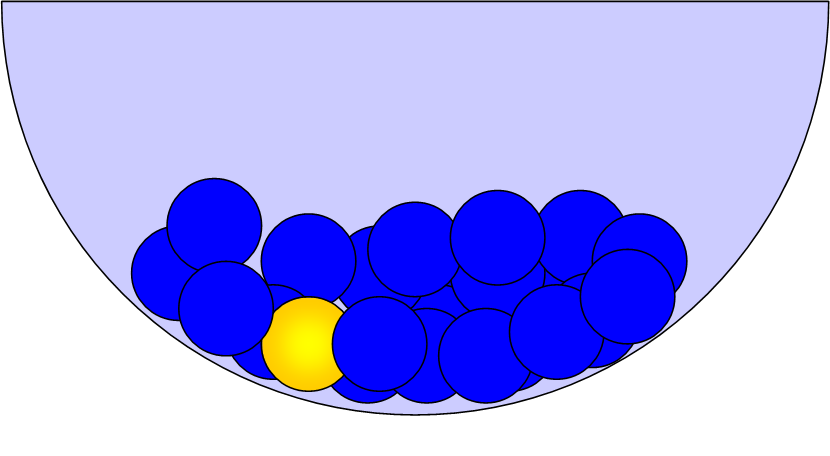
Ballenbak als er nog geen ballen uit zijn getrokken: 35 blauwe ballen (16 ballen die al zijn weggestreept, 9 ballen die kunnen worden weggestreept en 10 ballen die niet op de kaart staan) en 1 gouden bal.

In de oorspronkelijke versie van Lingo (uitgezonden door de VARA) was de finale anders dan de versie van SBS6. Bij het raden van woorden kregen de finalisten naast de beginletter een bonusletter. Deze bonusletter kon op elke willekeurige plaats staan.
Het team kreeg een Lingokaart met 25 getallen, 16 werden weggestreept. Het belangrijkste verschil met de eerste ronde is dat er in de finale geen Lingo mocht worden gehaald.
De kandidaten kregen vijf kansen om een woord te raden, waarbij ze mochten overleggen. Vervolgens moesten ze evenveel ballen trekken als het aantal benodigde pogingen om het woord te raden. Indien het woord niet werd geraden, werd de oplossing gegeven en moest het team 6 ballen trekken. Het was dus belangrijk om het woord zo snel mogelijk te raden. De ballenbak bevatte 35 blauwe ballen met getallen (waaronder de 16 ballen die al zijn weggestreept, 9 ballen die kunnen worden weggestreept en 10 ballen die niet op de kaart staan) en één gouden bal. Als het team deze gouden bal trok hoefden ze die ronde geen ballen meer te trekken. Dit was dus mooi meegenomen als er veel ballen getrokken moesten worden. Daarom hoopten ze die dan ook te trekken op zo'n moment. Er was echter één getal dat meteen Lingo gaf als het getrokken werd: 33 (bij een kaart met oneven getallen) of 42 (bij een kaart met even getallen). Dit getal hoopten de kandidaten juist niet te trekken als ze veel ballen moesten trekken.
De eerder behaalde score werd meegenomen naar de finale. Als de spelers een ronde doorkwamen zonder Lingo te halen verdubbelde deze score en mochten ze kiezen: ze konden nog een ronde spelen of stoppen en het gewonnen geld meenemen. Stoppen was verstandig als er zoveel getallen op de kaart waren weggestreept dat het risico op Lingo te groot zou zijn als er werd doorgespeeld en er veel ballen getrokken zouden moeten worden.
Ze konden maximaal vijf rondes spelen. Na een Lingo eindigde het spel en gingen de kandidaten zonder geld naar huis. Ze mochten echter in de volgende uitzending terugkomen om het opnieuw te proberen. In totaal mochten ze maximaal aan drie afleveringen meedoen. Als ze gedurende drie afleveringen de finale verloren gingen ze met lege handen naar huis.
Toen Nance in 2000 Lingo ging presenteren, werd dit finalespel aanvankelijk meegenomen met enkele verschillen. De kandidaten kregen in de vijfde ronde een extra bonusletter; deze werd van tevoren door Nance gegeven zonder de positie in het woord erbij. Ze kregen tevens het in de eerste ronde gewonnen geldbedrag mee naar huis, ook als ze Lingo haalden in de finale. Daarnaast mocht men meedoen aan Eén tegen 100. Een jaar later werd deze finale afgeschaft.

##### Zaterdagavond en 2001 tot 2006
Op zaterdag werd Lingo met woorden van zes letters gespeeld (VARA-editie) en werd de finale zonder Lingokaart gespeeld. In deze finale moest het team 7 woorden raden binnen 3 minuten. Als het woord na vijf pogingen niet werd geraden, werd de oplossing gegeven. Het team mocht niet overleggen. Als de zeven woorden binnen de tijd werden geraden, wonnen de kandidaten f 10.000,-; indien dit niet lukte, kregen de kandidaten een Lingo-paraplu. Ook het team dat niet naar de finale ging, kreeg deze paraplu.
Tussen 2001 en 2006 werd deze finale dagelijks gespeeld. Tussen 2001 en 2002 kreeg het team drie minuten om acht woorden van vijf letters te raden. Daarna werd Lingo standaard met zes letters gedaan en werd het aantal te raden woorden weer teruggebracht naar zeven in drie minuten. Het winnen van het finalespel leverde sinds 2002 5000 euro op. Als het niet lukte, kregen de kandidaten het bedrag dat in de eerste ronde bij elkaar was gespeeld.

#### Van 2006 t/m 2014 en van 2019 t/m 2023
In 2006 werd de finaleronde opnieuw gewijzigd. Eerst kreeg het team 2½ minuut om zo veel mogelijk woorden van zes letters te raden. Tussen 2006 en 2011 kreeg een team bij het spel met zevenletterwoorden in de finale drie minuten om zoveel mogelijk woorden te raden. Ook hierbij gold dat de oplossing wordt gegeven als het woord na vijf pogingen niet werd geraden.
Daarna kregen ze een Lingokaart met vijfentwintig getallen waarvan er negen (aanvankelijk tien) werden weggestreept. Nu moest men juist wel Lingo halen om te winnen. Het getal 23 (op een oneven Lingokaart) of 42 (op een even kaart) werd de (eerste) Lingokans. In de eerste week van 2014 werd gevierd dat het programma 25 jaar bestond en vanaf dat moment is dit 25 (op een oneven kaart) en 50 (op een even kaart). Van 2019 t/m 2023 bevatte de kaart zowel even als oneven getallen en is 24, 25, 50 of 51 de eerste Lingokans. Vervolgens mag het team net zoveel ballen trekken als het aantal woorden dat ze in 2½ minuut hadden geraden. De ballenbak bevatte 15 blauwe ballen met getallen, een zilveren bal (van 2009 t/m 2014), een roze bal (van 2012 t/m 2014), een gouden bal (van 2019 t/m 2021 en 2022-heden), een zwarte bal (2020) en een paarse bal ( in 2022). Het halen van Lingo leverde tot 2014 per geraden woord 1000 euro op. Van 2019 t/m 2023 leverde het halen van Lingo 2500 euro op. Als de zilveren bal getrokken werd, kon het team kiezen: ze stoppen en kregen de helft van het te winnen bedrag of ze speelden verder. Als er werd gestopt, werden de resterende ballen nog wel getrokken en werd duidelijk of dit een goede zet was geweest (hierbij kon het zijn dat er alsnog Lingo werd gehaald en dan kon men spijt hebben van de beslissing). Het trekken van de roze bal en van 2019 tot 2021 de gouden bal leverde een extra prijs op (vanaf 2019 een vakantie t.w.v. 1500 euro). Deze prijs werd ook gewonnen door drie winnaars van de Vriendenloterij wier namen in beeld verschenen en van 2019 tot 2021 door slechts één winnaar van de Vriendenloterij wiens lotnummer in beeld verscheen voordat de finale begon. In 2023 had de gouden bal echter dezelfde functie als de zilveren bal, waarbij het team € 1000,- mee naar huis kreeg als werd gekozen om te stoppen. Als de zwarte bal getrokken werd, kregen beide kandidaten een complete keuken. Het trekken van de paarse bal levert een extra prijs van € 500,- op. Als het niet lukte om Lingo te halen, kregen de kandidaten het in de eerdere rondes gewonnen geld mee naar huis.
Vanaf 2019 mochten ze dan ook terugkomen in de volgende uitzending om meer geld te verdienen. Vanaf 2020 werd er een limiet ingesteld dat de kandidaten maximaal vijf afleveringen mochten deelnemen aan het programma. Vanaf oktober 2020 mochten de kandidaten net als bij de VARA slechts drie keer terugkomen. Vanaf augustus 2022 t/m 2023 mochten de kandidaten niet terugkomen en wordt iedere aflevering met vier nieuwe kandidaten gespeeld.
Waren er geen woorden geraden binnen de 2½ minuut, dan was de finale gelijk afgelopen nadat de tijd om is en mocht het team geen ballen pakken. Het team kreeg dan ook geen lingokaart te zien.

## Spin-offs

### Kinderlingo
In 1992 en 1993 kwam het programma met een spin-off serie; Kinderlingo, die werd gepresenteerd door François Boulangé. Kinderen moesten vijfletterwoorden raden. Het geld dat gewonnen werd was voor de Novib-actie 'Kappen met kappen'. Kinderlingo werd ook in 2005, 2006, 2007 en 2011 uitgezonden. In de versie van 2011 moesten kinderen zes- en tienletterwoorden raden.

### Lingo Bingo Show
Het programma kwam in 2007 met de spin-off Lingo Bingo Show, een speciale variant op Lingo die werd uitgezonden op Nederland 1. Hierin speelden niet twee, maar vier teams tegen elkaar, en elk team bestond uit bekende Nederlanders. Net als bij standaard Lingo moesten deze teams woorden raden en daarna ballen trekken. Het verschil was echter dat bij deze variant de ballenbak vijf verschillende kleuren ballen bevatte met daarop de letters B, I, N, G, en O in plaats van getallen. Ieder team moest proberen van elke kleur bal een te trekken, zodat het woord "bingo" kon worden gevormd. De finale werd gespeeld tussen de twee beste teams. Beide teams kregen 2,5 minuut de tijd om zo veel mogelijk woorden te raden. Hierbij kregen beide teams dezelfde woorden die ze moesten raden.

### Vrienden van Lingo/Lingo VIPS
In 2019 kwam het programma met een nieuwe spin-off serie die verscheen onder de naam Vrienden van Lingo. Dit is een exclusieve serie die alleen online te bekijken is. In de serie wordt het gewone format van Lingo uit 2019 toegepast, alleen nemen in deze versie verschillende bekende Nederlanders het elke aflevering tegen elkaar op. De presentatie van de serie is in handen van Jan Versteegh. Enkele bekende Nederlanders die aan het programma deelnamen waren Enzo Knol, Dennis Weening, Michella Kox en Rijk Hofman. Van deze spin-off werd vanaf 17 februari 2020 zes weken lang dagelijks een tv-versie uitgezonden onder de naam Lingo VIPS. Bij deze versie kregen de BN'ers 3 minuten de tijd om zoveel mogelijk woorden van zes letters te raden voor de Nederlandse Hartstichting. Voor iedere 6 goed geraden woorden ging er een AED naar de Hartstichting. Hiermee was deze versie vergelijkbaar met de tweede finale van Lingo, waarbij in 3 minuten 7 woorden moesten worden geraden. Lingo VIPS was tevens verbonden met de gelijktijdig door de Vriendenloterij georganiseerde "Prijzenbingo", waarvan de opbrengst eveneens naar de Nederlandse Hartstichting gaat. Aan het begin van elke uitzending van Lingo VIPS werden, net als tijdens de reguliere uitzendingen van Lingo, hiervoor de winnende bingogetallen getrokken. Deze twee spin-off-series keerden in februari 2023 terug. Lingo VIPS keerde terug op Net5 in de week van 6 t/m 10 februari. Hierbij speelden de BN'ers echter voor een ander goed doel, de Stichting Lezen & Schrijven. Vrienden van Lingo keerde terug op alle vrijdagen van 10 februari t/m 10 maart.

## Goede doelen
Lingo was van 2000 tot 2007 aan de Nationale Postcode Loterij gekoppeld en er werd Postcode Lingo gespeeld door deelnemers van de loterij. Van september 2007 tot 2009 was het programma aan de Sponsor Bingo Loterij (later "VriendenLoterij") verbonden. In het programma werden de bingogetallen bekendgemaakt en werd door Rick Brandsteder een auto gegeven aan een winnaar. Ook de Lingo Bingo Show was aan de Sponsor Bingo Loterij gekoppeld en eindigde met de "Grootste Bingo van Nederland", eveneens georganiseerd door de Sponsor Bingo Loterij en uitgezonden op Nederland 1 (het tegenwoordige NPO 1). Van 2009 tot september 2010 werd Lingo gekoppeld aan Lucky Day en in december 2010 aan UAF. Vanaf 2012 werd Lingo gesponsord door de VriendenLoterij. Van 2019 tot 2021 werd namens de VriendenLoterij elke donderdag 10.000 euro uitgereikt aan een thuiswinnaar. In 2022 en 2023 was Lingo niet meer aan een loterij gebonden.

## Versies buiten Nederland
In de jaren 90 liep er enige tijd een Vlaamse versie op de commerciële zender VTM, gepresenteerd door Zaki.
In Frankrijk is het spel bekend onder de naam Motus. Hier krijgt een team zes kansen om woorden van zeven tot tien letters te raden. Het team krijgt twee of drie letters van het te raden woord (eerste en willekeurige). De ballenbak bevat in deze versie drie zwarte ballen in plaats van drie rode ballen. Na een 'lingo' krijgen beide teams een nieuwe kaart. In de finale moet het team tien woorden raden in een tijdsbestek van 4'30" minuten voor zeven of acht letters, vijf minuten voor negen letters of 5'30" minuten voor tien letters.

## Trivia
- Lingo is Engels en betekent "taaltje".
- De eerste aflevering van Lingo werd uitgezonden op 5 januari 1989 en het eerste woord was noest. Het werd in de tweede poging geraden, na niets.[17] Tevens waren de kandidaten die de eerste aflevering wonnen nadien jarenlang actief in de jury.
- De opnamen van de eerste aflevering werden enkele dagen stilgelegd wegens computerproblemen.
- De oorspronkelijke tune, gebruikt tussen 1989 en 2000, was het nummer "Awesome" van Network Music Ensemble.
- De uitzending van 2 maart 2011 ging de wereld over, nadat kandidaat Laurens het Engelse woord 'cumshot' (scène in een pornofilm waarin ejaculatie plaatsvindt) spelde.[18]
- In de uitzending van 15 mei 2012 braken de kandidaten twee records: in de eerste ronde werden de meeste woorden ooit gespeeld (vijftien) en finalisten Kasper en Tjibbe wisten in 2'30" minuten acht zesletterwoorden te raden. Daarmee wonnen zij het hoogste bedrag ooit in Lingo: 8000 euro.[19]
- De hoogste jackpot aller tijden voor het trekken van drie groene ballen bedroeg 20.450 gulden en deze viel in de uitzending van 3 oktober 1994.[20] Op 11 oktober 2011 werd deze uitzending herhaald ter gelegenheid van het 60-jarig bestaan van de Nederlandse televisie.[21]
- In een uitzending uit 2008 bevatte de ballenbak per abuis een rode bal in het finalespel.[22]
- De uitzending van 13 maart 2013 werd afgebroken vanwege de aankondiging dat er een nieuwe paus was (Franciscus). De uitzending werd de dag erna om 10.30 uur helemaal uitgezonden.
- Op 6 september 2013 was de 5000ste uitzending van Lingo.[2] Voor deze speciale uitzending keerde Lingo voor elk geraden woord in de finale 5000 euro uit. De finalisten raadden zeven woorden en wonnen daarmee 35.000 euro, een record.
- In de aflevering van 18 oktober 2010 wonnen beide teams de jackpot. Dit gebeurde in deze aflevering voor het eerst. Het ene team won 800 euro en het andere 200.[23]
- In de aflevering van 28 april 2014 werd er door een team drie keer lingo gehaald, een nieuw record. Tevens werd er in de finale lingo gehaald bij de eerste bal die werd gepakt.[24]
- In december 2019 wonnen cabaretier Andries Tunru en zijn broer vier afleveringen achter elkaar met een gegenereerde woordenlijst die ze uit hun hoofd leerden.[25]
- Vanaf 6 juni 2020 t/m 2022 werd het programma vanwege de coronapandemie zonder publiek opgenomen. Hierdoor verviel de regel dat bij vier groene ballen het hele publiek € 50,- kreeg. Daarnaast moesten de kandidaten in de finale de ballen die zij trokken zelf aan de camera laten zien in plaats van deze aan de presentator te geven. Ook moesten ze zelf de gouden bal aan het begin van de finale in de ballenbak doen. Om dezelfde reden trok maar één kandidaat alle ballen in plaats van beide kandidaten en waren de kandidaten gescheiden door glazen schotten. Verder was de vakantiecheque van € 1500,- die in de finale kan worden gewonnen met het trekken van de gouden bal tijdelijk vervangen door een cheque van € 1000,- en in 2021 door een gouden LINGO-spaarvarken met daarin € 500,- aangezien reizen door de coronapandemie praktisch onmogelijk was.
- In de aflevering van 8 februari 2023 raadden London Loy en April Darby in de finale 9 woorden. Dit is het hoogste aantal woorden dat sinds 2006 in de finale is geraden.

## Games en computerspelen
Het eerste Lingocomputerspel, gebaseerd op de Robert ten Brink-periode, is in 1989 uitgebracht door Mark Lupker. Deze versie bestond uit grafische beelden, digitale geluidsfragmenten van Robert ten Brink en samples van de originele begintune. In 1989 heeft dit spel de finale van Micro Masters Emmen (1989) gehaald. Deze versie was enkel verkrijgbaar op bulletinboards en op shareware diskettes en cd-roms.
In 1989 verscheen de eerste diskette- en cd-romversie van Davilex.
In 1994 bracht Philips Media een spel uit voor de cd-i, gebaseerd op de François Boulangé-periode. Rond 1997 werd deze op cd-rom uitgegeven. In de periode 1999-2000 werden Lingo, Kinder Lingo en Expert Lingo uitgebracht op cd-rom, ook gebaseerd op de François Boulangé-periode. Daarnaast werd er in 2002 een spel uitgebracht dat is gebaseerd op de Nance-periode en zijn er in 2011 games uitgebracht voor de Nintendo DS, gebaseerd op de Lucille Werner-periode. Verder is er een app voor de iPhone, gebaseerd op de Lucille Werner-periode. Sinds 2012 is deze app ook beschikbaar voor Android. In 2020 verscheen op de site van Playtime een Lingospel, gebaseerd op de Jan Versteegh-periode. Dit spel is sinds 2022 te vinden op een aparte site.
Verder verscheen er in de jaren negentig een gezelschapsspel van Lingo (Lingo de luxe). In 2014 verscheen een tweede spel, waarmee naast vijfletterwoorden, ook zes- en zevenletterwoorden kunnen worden gespeeld.